# Konstanta
Konstánta je v splošnem realno število ali številska vrednost, ki je na neki način pomembna. Izraz »konstanta« se največ uporablja tako za matematične kot za fizikalne konstante, redkeje tudi npr. za astronomske kot so astronomska enota, Sončev polmer ipd. Matematične in fizikalne konstante se med seboj precej razlikujejo. Matematične konstante so brezrazsežne, fizikalne pa imajo večinoma izbrano množico enot. Enote v fiziki so v mednarodnem sistemu enot večinoma izpeljane iz osnovnih.